# Red strand
「red strand」（レッド・ストランド）は、日本のロックバンド・Cö shu Nieの2作目の配信限定シングル。2020年3月27日にSony Music Associated Records（Sony Music Labels Inc.）より発売。

## 概要
- 前作「bullet」より約4か月振りのリリース。
- 東宝配給アニメ映画『PSYCHO-PASS サイコパス 3 FIRST INSPECTOR』エンディング・テーマに起用された[2][3]。
- 今回の「red strand」のリリースにあたり、ヴィレッジヴァンガードでは限定Tシャツ&ポストカードのセットが3月28日より販売スタート[4][5][6][7]。

### ミュージック・ビデオ
2020年4月1日の0時（3月31日の24時）にYouTubeにてプレミア公開された。監督は、LAMP IN TERRENの「ほむらの果て」のMVを手掛けたcinema★starが務めた。撮影は「純喫茶 丘」にて行われた。
とある喫茶店でテーブルごとに進む様々な人間模様がシュールにクロスオーバーしていく、まさに”映画”とも言えるようなショートフィルムに仕上がっている。
スタンフォード所属のモデルを多く起用している。

#### スタッフ
| 担当                  | 名前                                |
| --------------------- | ----------------------------------- |
| Director              | cinema★star (isai Inc.)             |
| DP                    | Hiroki yamada                       |
| AC                    | Haoto Yoko                          |
| Light                 | Michito Hokari                      |
| Chief Light Assistant | Ninja                               |
| Light Assistant       | Yoshiyuki Kamomiya                  |
| Hair&Make             | Muyuki Nanba                        |
| Stylist               | Jun Ishikawa                        |
| Production Assistant  | Kenichi Yamada Naoya Yoshioka       |
| Production Manager    | Masaki Hashimoto Masataka Kanamitsu |
| Assistant Producer    | Hiroshi Tanizaki                    |
| Producer              | Daisuke Kobayashi                   |
| Production            | isai Inc.                           |
| ノンクレジット        |                                     |
| キャスティング        | パロマプロモーション                |

#### キャスト
- Cö shu Nie
  - Miku Nakamura
  - Shunsuke Matsumoto
  - Ryosuke Fujita
- Yu Hanashiro（スタンフォード）
- Yuki Matsushima（スタンフォード）
- Kaiga Nakamura（スタンフォード）
- Jiana（スタンフォード）
- AZURI（スタンフォード）
- Anju Chiku（スマイルモンキー）[16]
- Miyako Shimamura（セントラル）
- Adriana I（フレームイン）

#### 海外の反応
かいちょくの伊藤京子（kyoko）によると、PSYCHO-PASS サイコパスファンからは「アニメに合っている！さすがCö shu Nie！」という声が多く聞かれたが、PSYCHO-PASSを知らない人は「一体何が起こっているのかわからない」と言われるほど、Cö shu Nieワールドが全開の作品となっているという。

## 楽曲説明
1. red strand
  - 東宝配給アニメ映画『PSYCHO-PASS サイコパス 3 FIRST INSPECTOR』エンディング・テーマ
  - 「red strand」とは「赤い糸」を意味する。
  - 赫く（あかく）強い繋がりをテーマにした書き下ろしの新曲[18]。
  - AWAは「変拍子とどこか狂気を感じる歌詞が特徴で、ボーカル 中村 未来の繊細で美しい歌声が曲の持つ不思議な世界観を表現しています」と評した[19]。

## 収録内容
| 全作詞・作曲: 中村未来、全編曲: Cö shu Nie。 |                |          |            |      |
| #                                            | タイトル       | 作詞     | 作曲・編曲 | 時間 |
| 1.                                           | 「red strand」 | 中村未来 | 中村未来   | 4:00 |
| 合計時間:                                    | 合計時間:      | 4:00     |            |      |

## 収録アルバム
| 発売日         | タイトル                                     | 備考       |
| -------------- | -------------------------------------------- | ---------- |
| 2020年11月11日 | PSYCHO-PASS サイコパス 3 Original Soundtrack | short size |